# Белянчікова Юлія Василівна
Юлія Василівна Белянчікова (Воронкова) (нар.. 12 липня 1940, Москва, Російська РФСР, СРСР — пом.. 5 червня 2011, Москва, Росія) — радянський і російський медик, журналістка, радіоведуча, телеведуча, ведуча науково-популярної телепрограми «Здоров'я», що транслювалася на радянському телебаченні. Заслужений лікар РРФСР.

## Біографія
Народилася Юлія Воронкова 12 липня 1940 року у Москві.
Закінчила Перший Московський ордена Леніна медичний інститут імені І. М. Сєченова за спеціальністю «Лікувальна справа». Працювала у Центральному інституті переливання крові (нині Гематологічний науковий центр РАМН).
У 1968 році була запрошена на телебачення у відділ природничо-наукових та суспільно-політичних передач, де стала вести телепрограму «Здоров'я». Перший ефір програми за її участю відбувся 23 лютого 1969 року. Понад 20 років вона була беззмінною ведучою програми, яка за її участі стала однією з найпопулярніших на радянському телебаченні. За час, поки вона вела програму, потік листів від телеглядачів на адресу програми «Здоров'я» зріс із 60 листів на рік до 160 тисяч. На запитання телеглядачів відповідали як під час ефіру, так і в особистому листуванні. Для цього в штаті програми працювали чотири кваліфіковані лікарі.
Потім кілька років Юлія Василівна Белянчікова була головним редактором журналу «Здоров'я».
Восени 1994 року Юлія Белянчікова зазнала нападу квартирного грабіжника. З тяжкою черепно-мозковою травмою вона була доставлена до Центральної клінічної лікарні. Після одужання, з 1995 року продовжувала вести медичні передачі «Медичний огляд», «Місто. Здоров'я» та «Здоровий ранок».
Довгий час Юлія Бєлянчікова вела медичну програму на радіо.
У 2006 році їй була вручена премія «Телегранд» — «За високу професійну майстерність і великий особистий внесок у популяризацію здорового способу життя на телебаченні» .
У березні 2010 року Юлія Белянчікова зверталася до медиків зі скаргами на серце, після чого перебувала під наглядом лікарів. На початку травня 2011 року після невдалого падіння її госпіталізували з діагнозом «перелом шийки стегна». Бєлянчіковій зробили складну операцію, але організм не переніс її наслідків.
Померла на 71-му році життя 5 червня 2011 року в одній із московських клінік.
Похорон пройшов 8 червня 2011 року, прощання відбулося у морзі Міської лікарні № 55.
Похована на Бабушкінському цвинтарі.

## Родина
Чоловік Юрій Кирилович — інженер, син Кирило — стоматолог, онука Марія — студентка.